# Eulepidotis anna
Eulepidotis anna là một loài bướm đêm trong họ Erebidae.